# Simulium blancasi
Simulium blancasi är en tvåvingeart som beskrevs av Peter Wolfgang Wygodzinsky och Coscaron 1970. Simulium blancasi ingår i släktet Simulium och familjen knott.
Artens utbredningsområde är Peru. Inga underarter finns listade i Catalogue of Life.